# Holywater
HOLYWATER — технологічна компанія, що спеціалізується на ШІ, розробці та публікації книг, аудіокниг, інтерактивних історій та відеосеріалів для власних додатків.

## Історія
Компанія HOLYWATER була заснована Богданом Несвітом та Анатолієм Кас’яновим на початку 2020 року в Києві, Україна.  Спершу команда складалася з шести людей, а їхній перший додаток Artwall (живі шпалери та шрифти) приніс прибуток у розмірі $100,000 щомісячно вже через два місяці після запуску. До кінця 2020 року команда запустила п’ять додатків.
У 2021 році компанія вирішила зосередитися на створенні контент-екосистеми, зокрема гри у форматі інтерактивних історій та My Passion (додаток з книгами).
Після повномасштабного вторгнення РФ 24 лютого 2022 року HOLYWATER запустила благодійний проєкт, а саме продаж цифрових артробіт українських митців, зі збором в $1 мільйона на підтримку української армії та долучилася до корпоративного благодійного фонду Genesis for Ukraine.
Спільно з видавництвом Vivat компанія HOLYWATER також запустила проєкт "ПИШИ", конкурс для українських авторів у жанрі романтичної літератури для просування їхніх робіт на міжнародному рівні.
З 444 отриманих робіт, книга авторки Стефанії Лін стала основою для вертикального серіалу «Молода еліта». Серіал став хітом у США та Європі та зібрав понад 10 мільйонів переглядів на платформі вертикальних серіалів My Drama.
У 2022 році HOLYWATER успішно здійснила екзит та продала бізнес з додатками за один мільйон доларів.
У 2024 році компанія запустила My Drama, платформу для стрімінгу вертикальних відеосеріалів.
У 2025 році компанія запустила My Muse, платформу ШІ-генерованого контенту, зокрема генератор серіалів.     
Того ж року застосунок My Drama отримав нагороду The Webby Award та був визнаний найкращим стримінговим сервісом 2025 року за версією Webby.

## Продукти
HOLYWATER розробляє і публікує такі продукти:
- My Passion — додаток з книгами, який займає перше місце у понад 10 країнах.[34]
- My Drama — платформа для вертикальних відеосеріалів, яка пропонує короткі епізоди (1–2 хвилини) для сучасної мобільної аудиторії. На платформі доступні понад 70 шоу. My Drama входить до числа найкращих платформ у своїй ніші в Європі та Сполучених Штатах.[35][36]
- My Muse — платформа ШІ-генерованих серіалів, аудіокниг та інтерактивних історій.[37][38]

Загальна кількість встановлень додатків компанії перевищує 30 мільйонів, з понад мільйоном нових користувачів щомісяця.